# Tarachidia albisecta
Tarachidia albisecta là một loài bướm đêm trong họ Noctuidae.